# 合肥路
合肥路是中華人民共和國上海市黃浦區一條東西走向道路，為瀝青路面，它西起重庆南路，东至肇周路，全长1004米，宽11.7米至13.5米，车行道宽7米至7.5米。中華民国5年（1916年），人們修建東段道路（道路東至黄陂南路），當時路名為天文台路，路名來自於徐家汇天文台。中華民国11年（1922年）修建西段道路。中華民国16年（1927年）更名為劳神父路（Rue du Pere Froc），路名來自於徐家匯天文台台长劳积勋。中華民国32年（1943年）更名為合肥路，路名來自於安徽合肥。